# Ozoroa pulcherrima
Ozoroa pulcherrima är en sumakväxtart som först beskrevs av Georg August Schweinfurth, och fick sitt nu gällande namn av R. & A. Fernandes. Ozoroa pulcherrima ingår i släktet Ozoroa och familjen sumakväxter. Inga underarter finns listade i Catalogue of Life.